# Rajon Podil
Der Rajon Podil (ukrainisch Подільський район Podilskyj raion; russisch Подольский район Podolski rajon) ist einer von zehn Verwaltungsbezirken (Rajone) der Stadt Kiew, der Hauptstadt der Ukraine.
Der heutige Rajon wurde im Jahr 1921 gegründet und liegt im westlichen Teil der Stadt auf dem rechten Dneprufer. Podil hat 208.958 Einwohner (2020) und eine Fläche von etwa 34 km². Die Bevölkerungsdichte beträgt 6.139 Einwohner je km² (2020). Im Nordwesten des Rajons befindet sich der mit 152 Hektar größte Friedhof der Stadt, und nördlich von diesem liegt der Blaue See.
Zwischen 1924 und dem 15. August 1944 trug der Rajon den Namen Rajon Petrow (Петровський район/Petrowskyj rajon)
.

## Podil
Ein Viertel des Rajons Podil ist das Stadtviertel Podil (Поділ), eines der ältesten Viertel der Stadt, welches dem Rajon seinen Namen gab.

## Bevölkerungsentwicklung
| 1959    | 1970    | 1979    | 1989    | 2001    | 2008    | 2016    | 2020    |
| ------- | ------- | ------- | ------- | ------- | ------- | ------- | ------- |
| 173.240 | 167.332 | 125.076 | 120.467 | 177.563 | 186.708 | 198.123 | 208.958 |

Quellen: 1959–2008: 
2016: 
2020: 

## Galerie

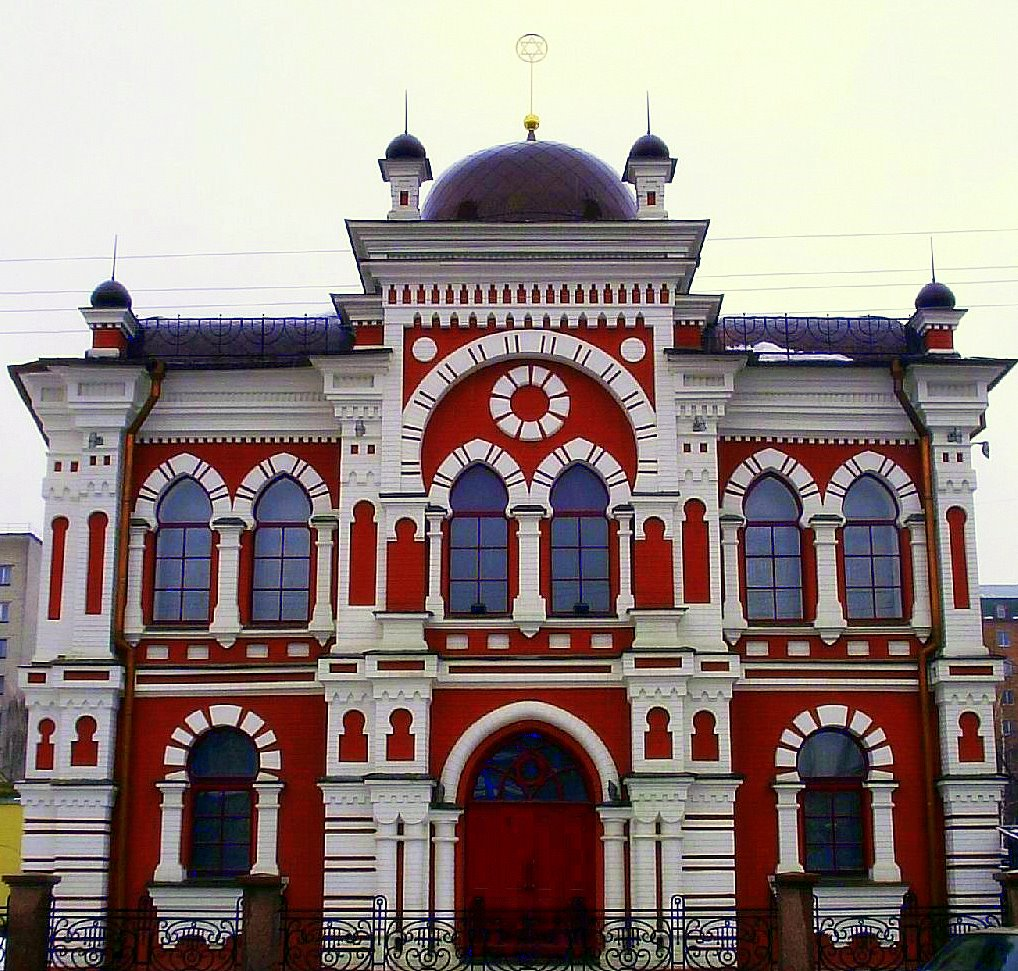
Podil-Synagoge
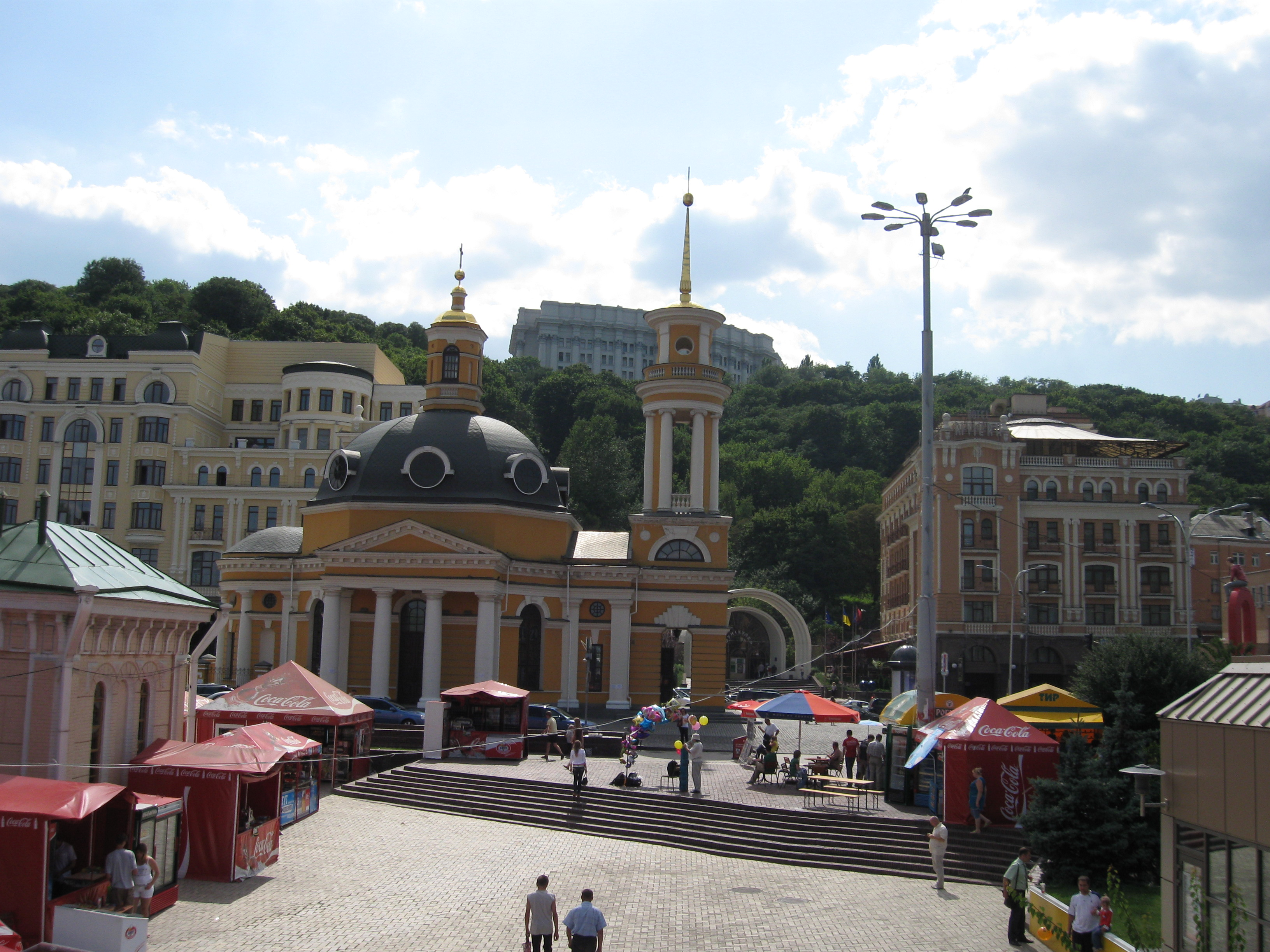
Christi-Geburtskirche am Postplatz
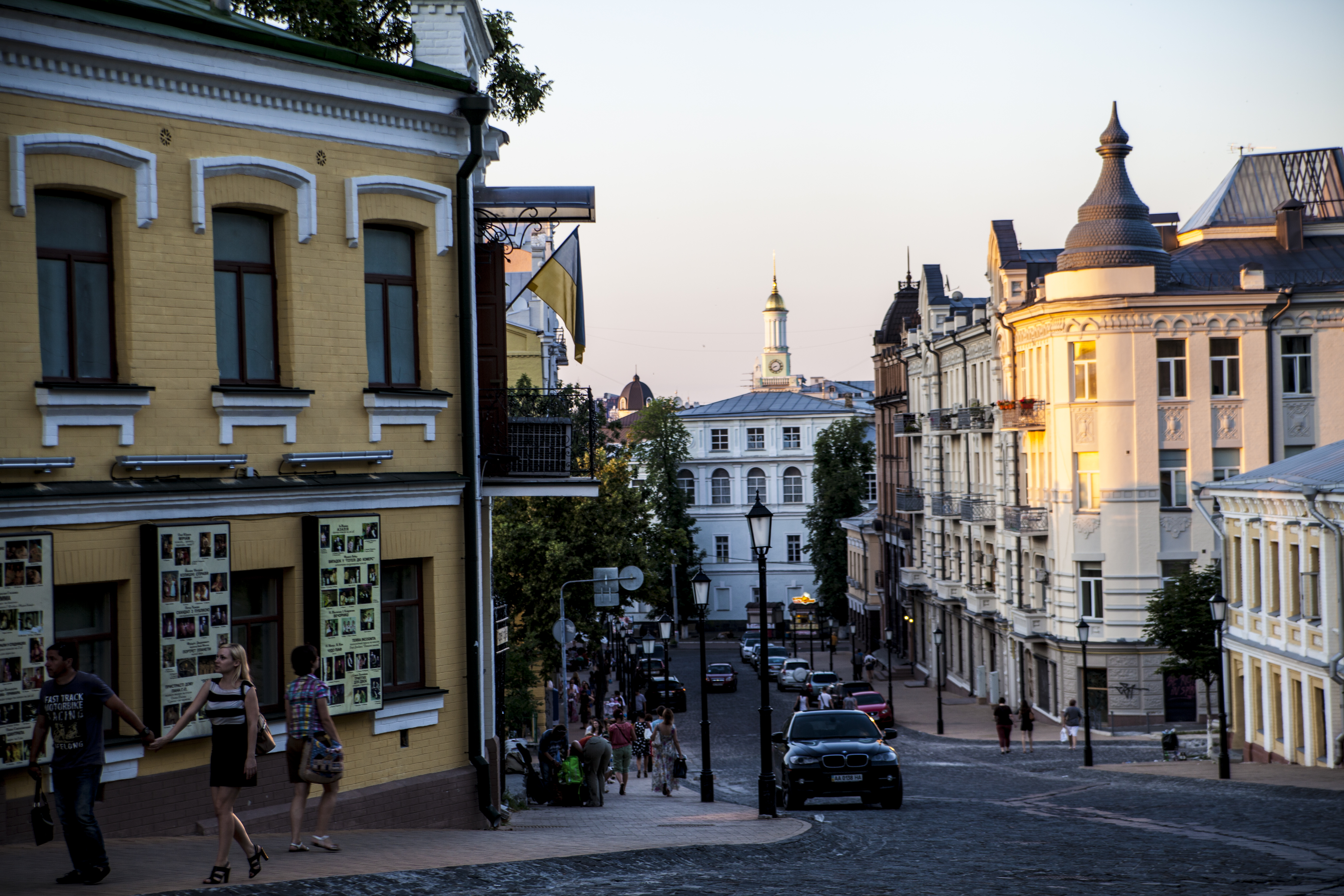
Andreassteig
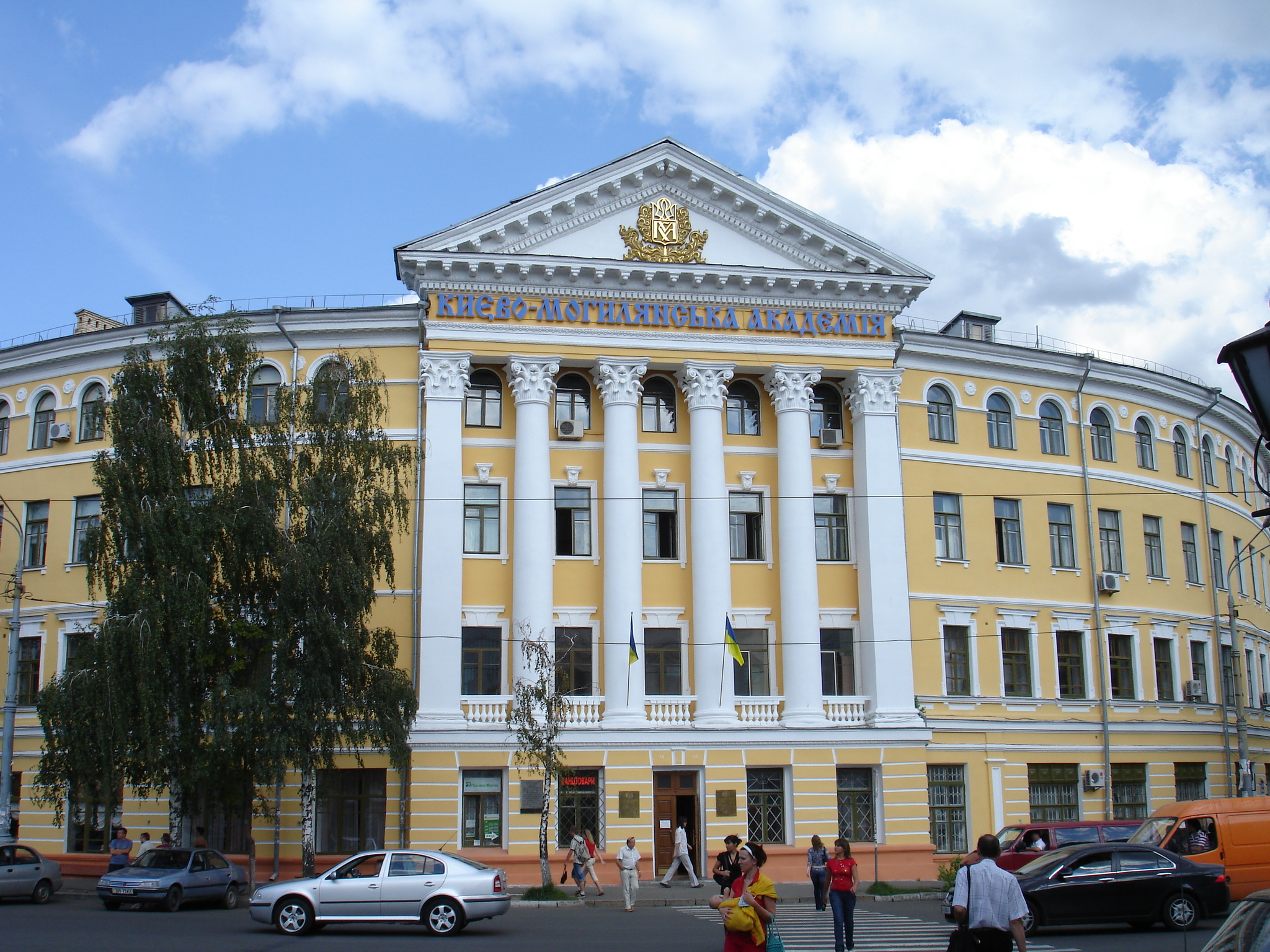
Haupteingang der Nationalen Universität Kiew-Mohyla-Akademie
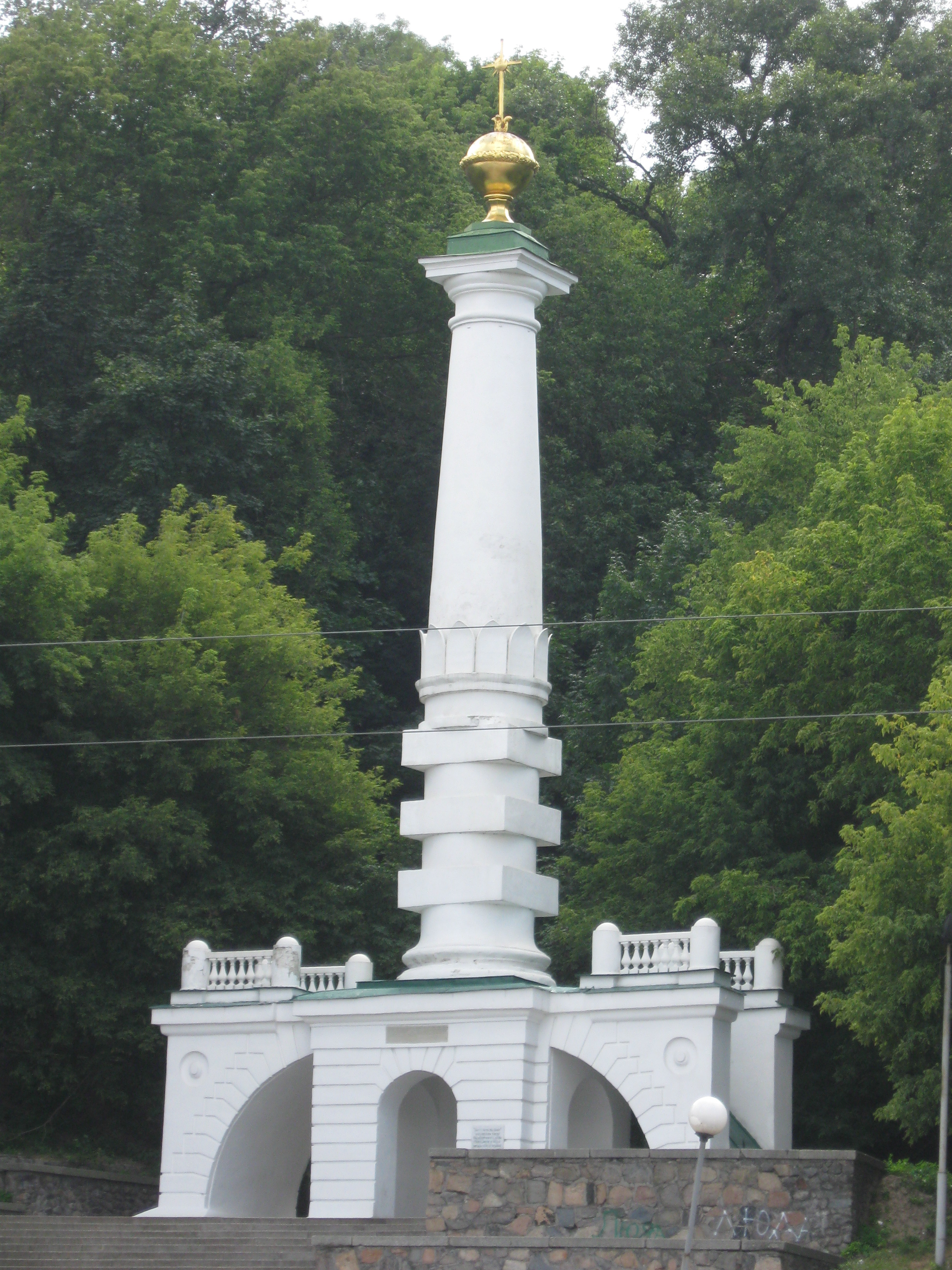
Denkmal für das Magdeburger Recht
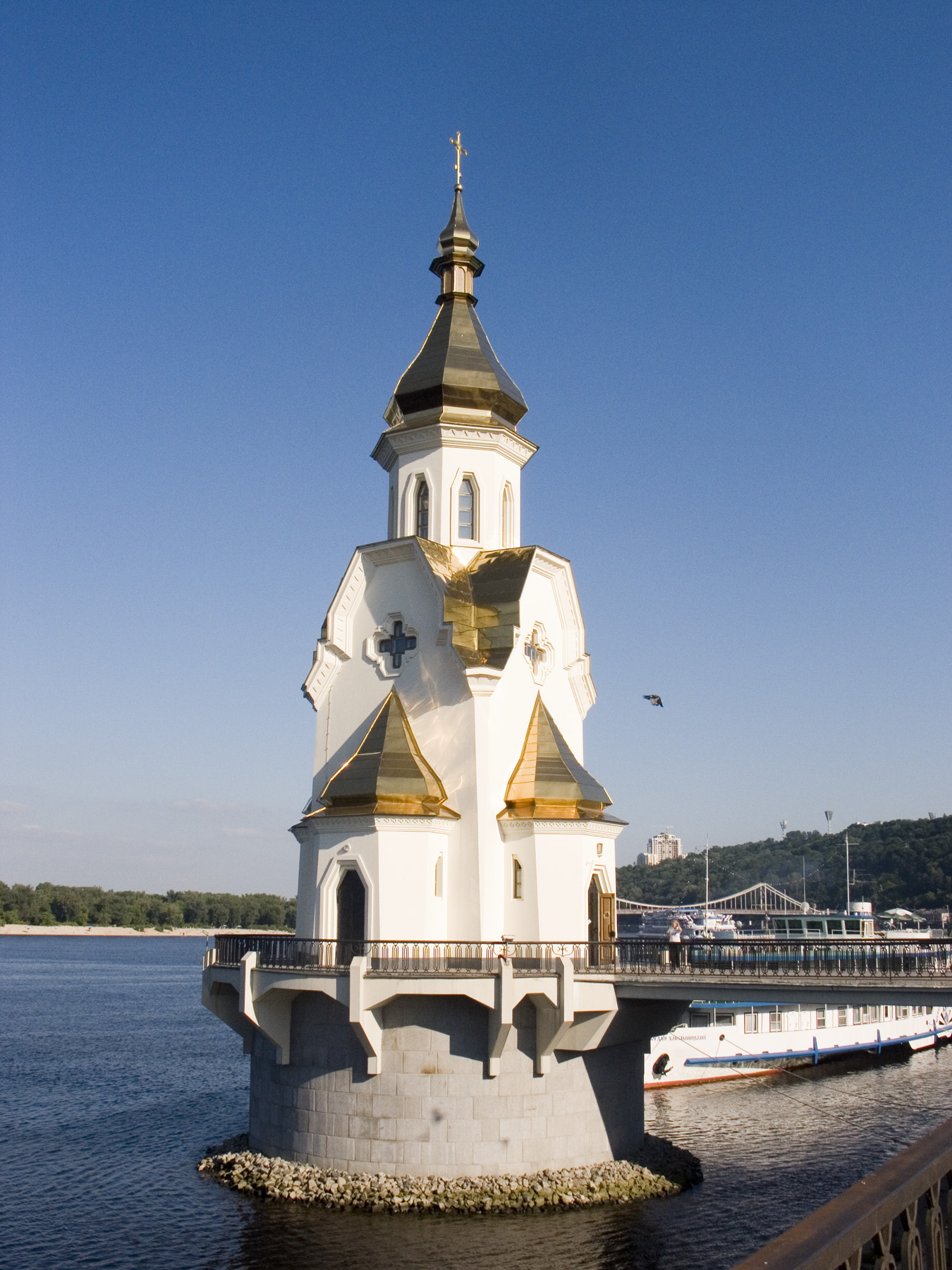
St. Nikolai auf dem Wasser
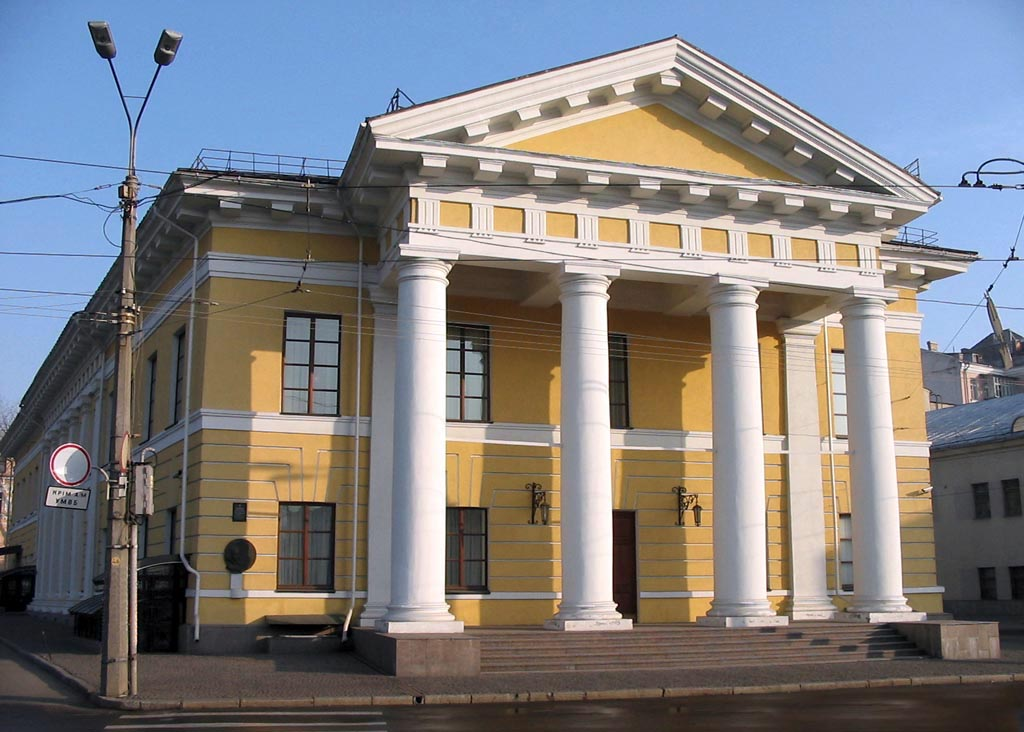
Kontrakthaus
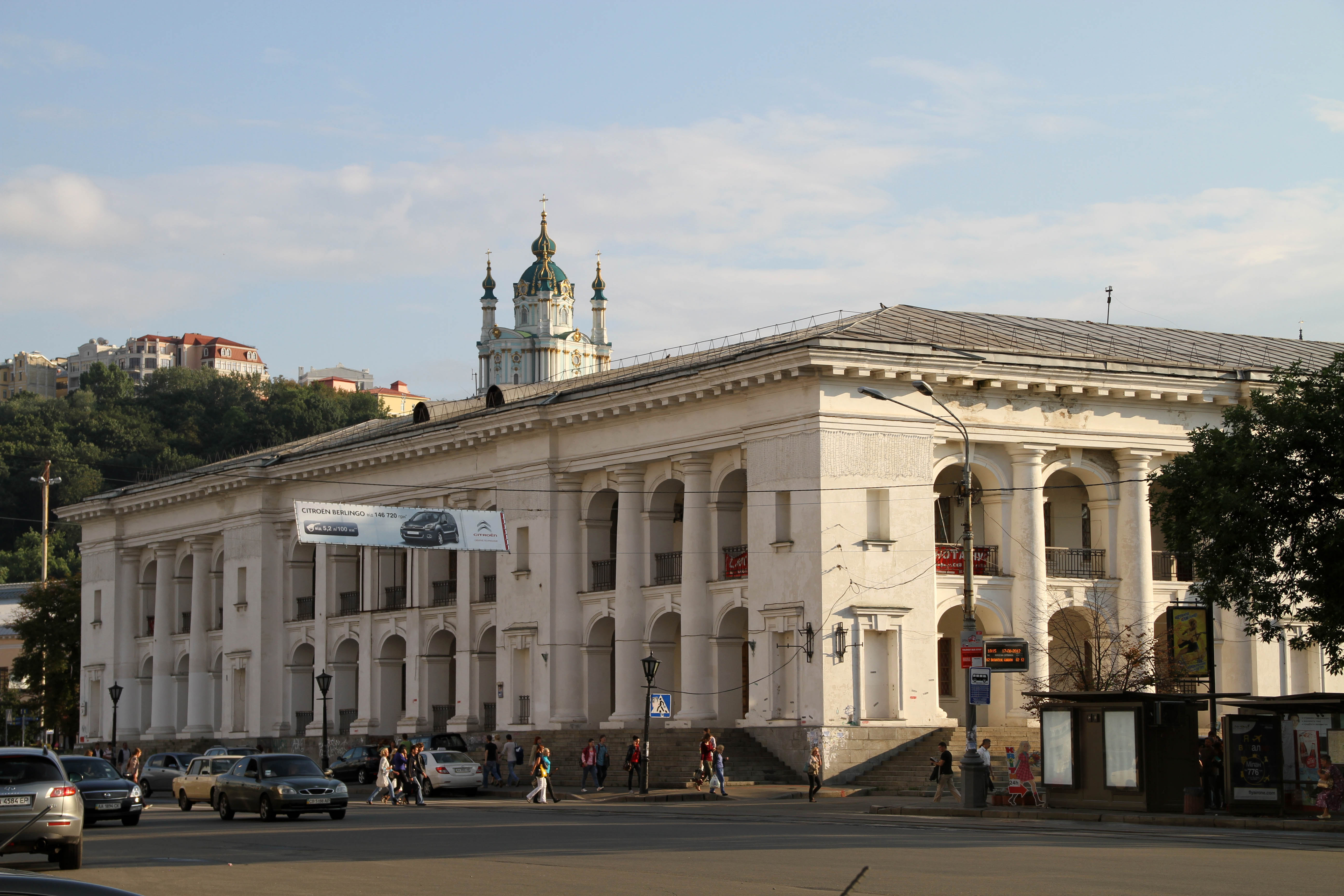
Hostynyj Dwir
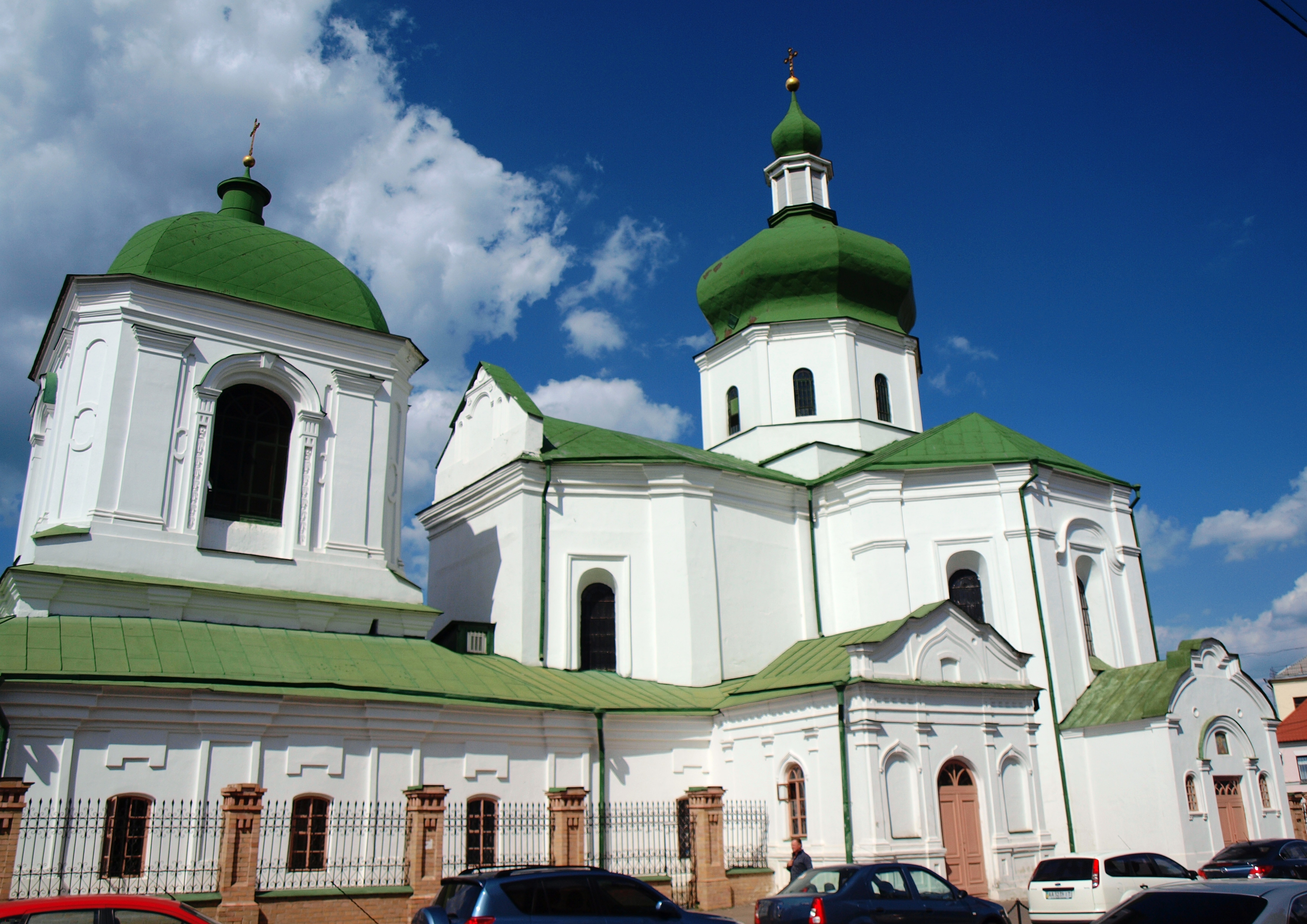
Nikolai-Prytyska-Kirche